# アルテミシア2世
アルテミシア2世（古代ギリシア語: Αρτεμισία Β΄ της Καρίας、? - 紀元前350年）は、カリアの王マウソロスの姉妹であり妻。海軍戦略家、司令官で、カリアの支配者としての地位をマウソロスから継承する。マウソロスはアケメネス朝のサトラップだったが、ヘカトムノス朝の王としての地位にあった。アルテミシアの兄弟/夫の死後、彼女は紀元前353年から351年までの2年間統治の任にあたった。王位への彼女の昇任は、彼女の支配下にある島と沿岸のいくつかの都市で、統治者が女性であることに対する異議のために反乱が引き起こされた:27。彼女の政権は夫と同じ方向性に基づいて運営された。特に、彼女はロドス島の寡頭制を支持した。
彼女が夫の灰を飲む逸話は西洋絵画の題材となった。

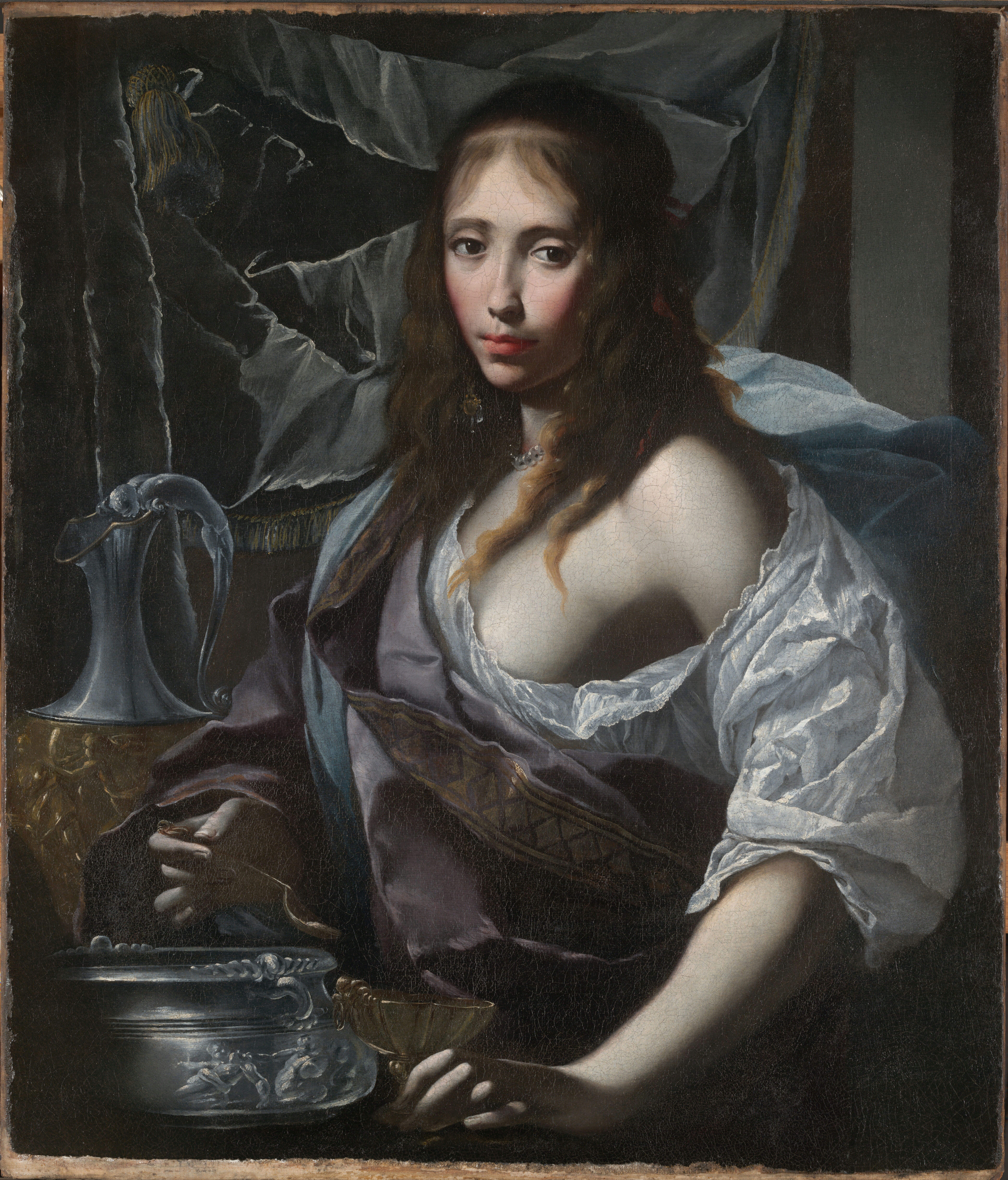
フランチェスコ・フリーニ
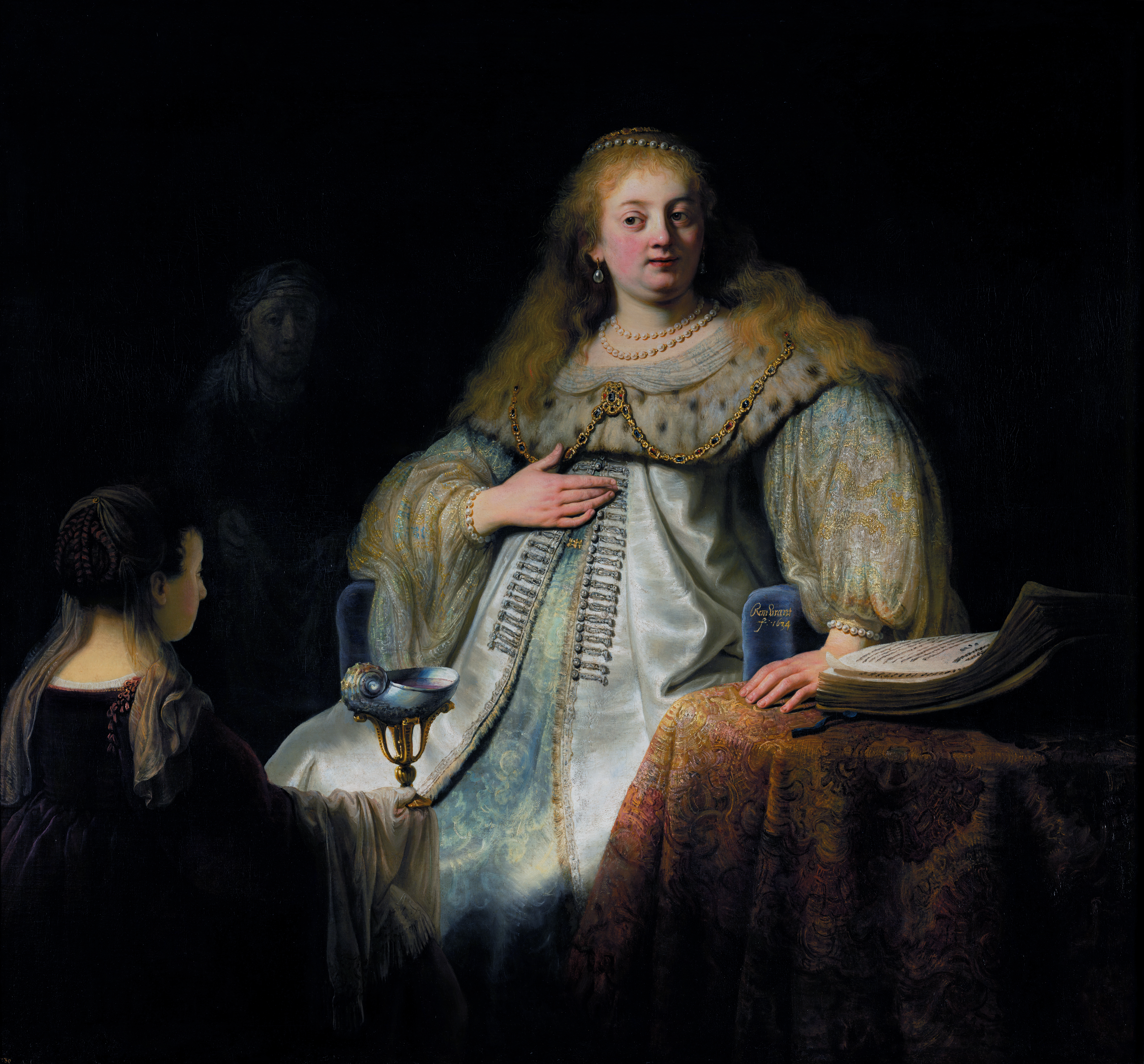
レンブラント・ファン・レイン
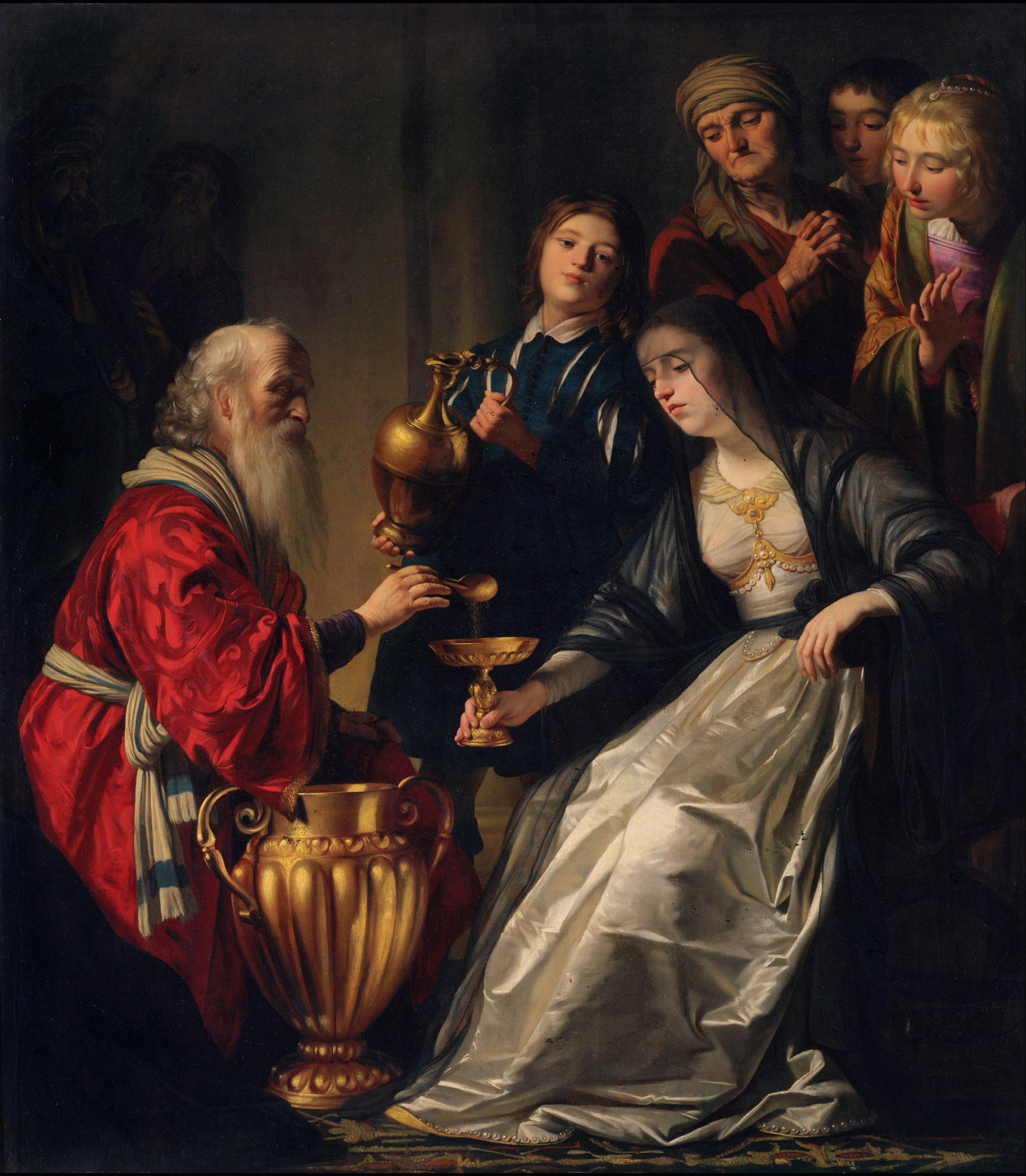
ヘラルト・ファン・ホントホルスト